# Organizzazione non governativa
Un'organizzazione non governativa (ONG) è un'organizzazione senza fini di lucro che è indipendente dagli Stati e dalle organizzazioni governative internazionali. Sono organizzazioni molto diverse tra di loro, impegnate in una vasta gamma di attività, spesso a carattere umanitario o sociale, assumendo forme giuridiche differenti nelle varie parti del mondo: alcune possono avere lo status di enti benefici, altre possono essere registrate per l'esenzione fiscale basata sul riconoscimento di scopi sociali.Tipicamente sono finanziate tramite donazioni oppure elargizioni di filantropi, mentre quelle più grandi sono sostenute anche da denaro pubblico.

## Storia
L'espressione "organizzazione non governativa" è stata menzionata per la prima volta nell'ambito delle Nazioni Unite con la loro fondazione nel 1945: l'articolo 71 della Carta costituzionale dell'ONU prevede infatti la possibilità che il Consiglio economico e sociale possa consultare "organizzazioni non governative interessate alle questioni che rientrano nella sua competenza".
Una ONG internazionale è stata definita per la prima volta nella risoluzione 288 (X) del Consiglio Economico e Sociale delle Nazioni Unite (ECOSOC) il 27 febbraio 1950, come "qualsiasi organizzazione internazionale che non è fondata da un trattato internazionale". Il ruolo delle ONG nello sviluppo sostenibile è stato anche riconosciuto nel Capitolo 27 dell'Agenda 21. 
Secondo le Nazioni Unite, un'ONG è un'organizzazione privata, senza scopo di lucro, che è indipendente dal controllo governativo e non è semplicemente un partito politico di opposizione. Le Nazioni Unite hanno concesso alle organizzazioni non governative di partecipare a specifici incontri e assemblee con lo status di osservatore.

## Descrizione
Sono organizzazioni indipendenti dai governi e dalle loro politiche e generalmente si tratta di organizzazioni non aventi fini di lucro (non profit) che ottengono almeno una parte significativa dei loro introiti da fonti private, per lo più donazioni. Nel mondo anglosassone vengono spesso identificate con la sigla PVO (di private voluntary organizations), meno spesso NGO (non-governmental organization).
I due caratteri essenziali per definire un'organizzazione non governativa di cooperazione allo sviluppo, sono costituiti dal carattere privato, non governativo dell'associazione, e da quello dell'assenza di profitto nell'attività. Caratteristica di queste organizzazioni è una forte spinta ideale, finalizzata a contribuire allo sviluppo globale dei paesi socialmente ed economicamente più arretrati; esse rientrano nel circuito della democrazia partecipata, in quanto coinvolgono masse motivate in iniziative non strettamente politicizzate.

### Attività
Le ONG operano per scopi di diverso tipo, tipicamente per portare avanti le istanze politico-sociali dei propri membri, spesso trascurate dai governi. Alcuni esempi sono: rappresentare un'agenda corporativa, ma i loro scopi coprono un'ampia gamma di posizioni politiche e filosofiche. Tipicamente fanno parte del movimento ecologista, pacifista, laburista/progressista o dei popoli indigeni, e non sono affiliate ad alcun partito politico o punto di vista che non siano i diritti umani o la pace o l'ecologia o la tolleranza. Alcune ONG sono coperture di gruppi politici, governativi, finanziari o religiosi, ma queste hanno minore credibilità.
Le ONG impiegano vari metodi. Alcune agiscono principalmente come gruppi di pressione politica, altre conducono programmi che aiutano il loro scopo (ad esempio, una ONG preoccupata di alleviare la povertà che fornisce aiuti alimentari ai bisognosi). Le relazioni tra finanza, governi e ONG possono essere abbastanza complesse e talvolta antagonistiche, particolarmente nel caso di ONG che si oppongono ad alcune attività governative o finanziarie.

### Tipologie

#### Di diritto interno e di diritto internazionale
Per le ONG esclusivamente basate sul volontariato grassroots (cioè creatosi "dal basso"), è molto probabile che la veste giuridica sia quella di ente collettivo o persona giuridica ai sensi della normativa interna dello Stato in cui nascono ed operano. Per questa via, però, possono essere veicolati dallo Stato contenuti non soltanto di regolarità contabile o associativa, ma anche di tipo contenutistico, "dosando" la concessione o la revoca della licenza in violazione dell'indipendenza della linea di indirizzo operativo dell'organizzazione.
Per le organizzazioni di diritto straniero, invece, la tutela discende indirettamente dal diritto internazionale nella parte in cui contempla la protezione dei cittadini stranieri che lavorano nella ONG. La Convenzione europea sul riconoscimento della personalità giuridica delle organizzazioni internazionali non governative ha invece dato un fondamento giuridico diretto, di tipo pattizio, quanto meno per l'esistenza e l'operato delle organizzazioni internazionali non governative in Europa. È stata adottata dal Consiglio d'Europa, riunitosi a Strasburgo il 24 aprile 1986, ma è entrata in vigore soltanto per gli Stati ratificanti, cioè Austria, Belgio, Cipro, Francia, Grecia, Liechtenstein, Macedonia del Nord, Paesi Bassi, Portogallo, Slovenia, Svizzera e Regno Unito.

#### ONG di cooperazione
Le ONG di cooperazione allo sviluppo sono libere associazioni, create da privati cittadini che, per motivazioni di carattere ideale o religioso, intendono impegnarsi a titolo privato e diretto, per dare un contributo alla soluzione dei problemi del sottosviluppo, principalmente quelli del sud del mondo (Africa). Queste, non avendo fonti di finanziamento istituzionali, ed essendo per statuto senza finalità di lucro, in ragione della filosofia umanitaria e sociale che le anima, realizzano le loro attività grazie a finanziamenti esterni; si basano comunque anche sull'apporto di lavoro volontario, gratuito, offerto da membri e simpatizzanti.

### Fondi e finanziamento
Le ONG solitamente si sostengono tramite donazioni, ma alcune preferiscono evitare finanziamenti formali e operare con il supporto di volontari. Le ONG possono godere dello status di organizzazioni benefiche o essere esentate da tasse in virtù dei loro fini sociali. In determinati casi, altre potrebbero essere utilizzate come veicoli per interessi politici, religiosi o di altra natura. Dopo la seconda guerra mondiale, le ONG hanno assunto un ruolo sempre più significativo nello sviluppo internazionale, specialmente nei settori dell'assistenza umanitaria e della riduzione della povertà.
Le fonti di finanziamento comprendono quote associative, vendita di beni e servizi, sovvenzioni da istituzioni internazionali o governi nazionali e donazioni private. Anche se il termine "organizzazione non governativa" suggerisce un'indipendenza dai governi, molte ONG dipendono comunque dai finanziamenti pubblici. Allo stesso tempo, alcune ONG, come Greenpeace o MSF, rifiutano finanziamenti provenienti da governi o organizzazioni intergovernative.

## Diffusione

### Italia
In Italia le ONG sono delle particolari ONLUS che concentrano la loro attività nella cooperazione allo sviluppo e che sono riconosciute dal Ministero degli Esteri ed inserite in una specifica lista. In Italia le organizzazioni non governative per essere considerate tali devono ottenere un riconoscimento di idoneità dalla Farnesina, in base alla legge del 26 febbraio 1987. N.49. riguardante la "Nuova disciplina della cooperazione dell'Italia con i paesi in via di sviluppo". Inoltre, in base alla legge italiana, le ONG che sono riconosciute idonee alla cooperazione internazionale vengono automaticamente classificate come ONLUS (Organizzazioni Non Lucrative di Utilità Sociale, ai sensi dell'articolo 10 del decreto legislativo n. 460 del 4 dicembre 1997) e possono beneficiare delle relative agevolazioni fiscali.
Tra le ONG italiane più rinomate e riconosciute si possono individuare:
- Emergency
- Caritas italiana
- Comunità di Sant’Egidio
- Nessuno tocchi Caino

- Legambiente
- Cesvi – Cooperazione e Sviluppo
- CISP – Comitato Internazionale per lo Sviluppo dei Popoli
- COOPI – Cooperazione Internazionale

- COSV – Coordinamento delle Organizzazioni per il Servizio Volontario
- INTERSOS

Invece, tra le principali ONG internazionali che hanno anche presenza in Italia, si possono individuare:
- Amnesty International
- ActionAid
- CBM

- TDH – Terre des hommes
- Save the Children
- Oxfam

- Medici senza frontiere
- WWF
- Greenpeace International

A partire dagli anni Settanta, molte ONG italiane hanno aderito a federazioni che svolgono un ruolo di coordinamento:
- AOI – Associazione delle Organizzazioni Italiane di Cooperazione e Solidarietà Internazionale, rappresenta oltre 250 organizzazioni impegnate nella cooperazione e solidarietà nazionale
- Link 2007, formato da 15 ONG:

- - Cesvi – Cooperazione e Sviluppo
  - CISP – Comitato Internazionale per lo Sviluppo dei Popoli
  - COOPI – Cooperazione Internazionale
  - COSV – Coordinamento delle Organizzazioni per il Servizio Volontario
  - ELIS – Educazione Lavoro Istruzione Sport

- - Fondazione Corti
  - Associazione Le Réseau
  - ICU – Istituto per la Cooperazione Universitaria
  - INTERSOS
  - LVIA – Associazione Internazionale Volontari Laici

- - Medici con l'Africa CUAMM – Collegio Universitario Aspiranti Medici Missionari
  - World Friends - Amici del mondo World Friends Onlus
  - WeWorld
  - Soleterre
  - AMREF – African Medical and Research Foundation

- AGIRE – Agenzia italiana per la risposta alle emergenze, attiva in campo umanitario, la quale rappresenta un meccanismo congiunto di raccolta fondi di 10 ONG italiane che hanno deciso di unire le loro forze per prestare soccorso alle popolazioni colpite dalle più gravi emergenze umanitarie nel mondo
- Alliance2015, network costruito da 7 ONG italiane e straniere, che si focalizza sull'efficacia dell'aiuto[6]:
  - ACTED – Agence d'Aide à la Coopération Technique et au Développement
  - Cesvi
  - Concern Worldwide
  - HELVETAS Swiss Intercooperation
  - Ayuda en Acción
  - People in Need (PiN)
  - Welthungerhilfe
- CINI - Coordinamento Italiano Network Internazionali, raggruppa 5 ONG appartenenti a network internazionali:
  - ActionAid
  - CBM
  - Save the Children
  - TDH – Terre des hommes
  - VIS – Volontariato Internazionale per lo Sviluppo
- Concord Italia, la federazione che raggruppa le Ong che operano in ambito europeo nel campo della cooperazione allo sviluppo dell’aiuto umanitario, dell’educazione globale e della sensibilizzazione del pubblico

### Altri paesi

#### Danimarca
- DanChurhAid (DCA)
- Danish Refugee Council
- ADRA Denmark – Nødhjælp og udvikling

#### Regno Unito
- Amnesty International
- Save the Children
- Oxfam
- Plan International

#### Francia
- Médecins du Monde
- Première Urgence
- Acted
- Azione contro la fame (ACF, in francese Action Contre la Faim)
- Solidarités International

#### Svizzera
- Federazione delle ONG della Svizzera italiana (FOSIT)
- Medici senza frontiere (Sede internazionale)
- Terre des hommes
- Medair
- UN Watch
- WWF

#### Canada
- Greenpeace International

#### Stati Uniti
- International Rescue Committee
- World Vision International
- Mercy Corps

#### Polonia
- Polish Humanitarian Action (PAH)

#### Repubblica Ceca
- People in Need (PiN)